# Chim yến Đức

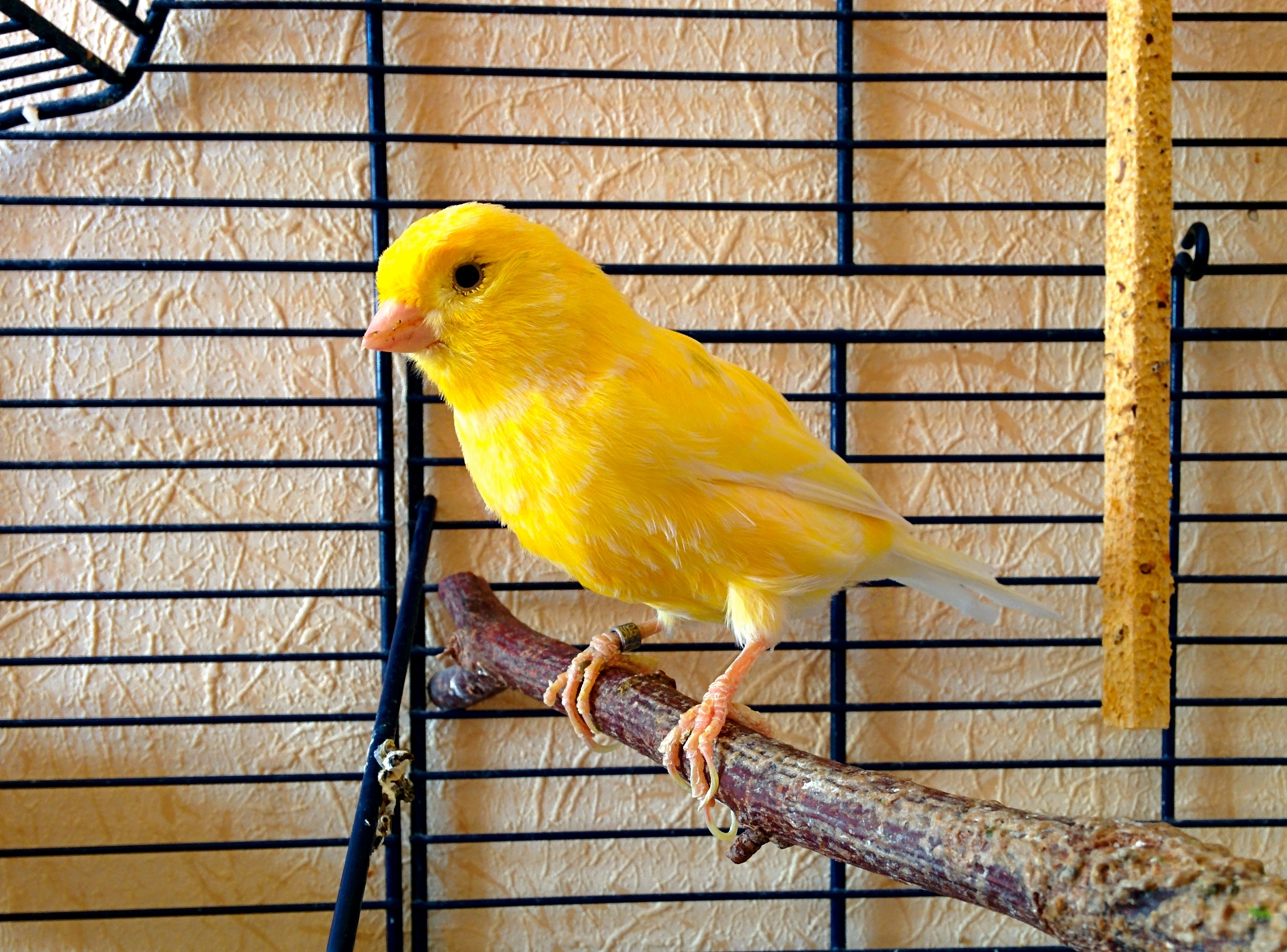
Một con yến Đức

Chim yến Đức hay chim yến hót hay chim yến Harz Roller là một giống chim yến hót có nguồn gốc từ nước Đức, chúng xuất xứ từ những ngọn túi của vùng Thượng Harz của nước Đức. Yến hót là loại thuộc dòng dõi vùng Harz. Đây là giống chim có giọng hót hay và có cơ thể khá nhạy cảm, được sử dụng làm loài cảnh báo trong các hầm mỏ.

## Tiếng hót
Giống chim yến qua sự huấn luyện đào tạo của các nhà nuôi chim yến ở vùng núi Harz của nước Đức, ngày nay đã có một loại yến hót có giọng hót độc đáo là loại yến dòng dõi yến hót vùng Harz (canari chanteur du Harz) chúng có giọng hót êm dịu, khi thì hớn hở du dương, khi thì buồn cảm xa xăm, gợi lòng nhớ quê hương. Giọng hót ấy đủ các loại âm giai:
- Giọng trầm (Grave)
- Giọng cổ (Grognée)
- Giọng sáo (Flute)
- Giọng rung (Roulée)
- Giọng chuông (roulée tintée)
- Giọng reo (Glou)
- Giọng nước chảy (Roulée de clapotis)
- Giọng ru (Berceuse)

## Loài cảnh báo
Trong các hầm mỏ, người ta thường việc nuôi chim hoàng yến này trong mỏ than, ý tưởng nuôi một con chim hoàng yến trong một mỏ để phát hiện ra carbon monoxide lần đầu tiên được đề xuất bởi ông John Scott Haldane, vào năm 1913, các thợ mỏ đã đưa chim hoàng yến vào mỏ than như là một tín hiệu cảnh báo sớm các khí độc hại, chủ yếu là cácbon monoxit để sớm thoát thân khỏi các mỏ than trước khi gặp sự cố.
Các loài chim, nhạy cảm hơn, chúng sẽ bị bệnh trước khi các thợ mỏ bị nhiễm bệnh, khi nhìn thấy tình trạng của chúng, những người sau đó sẽ có một cơ hội để trốn thoát hoặc sẽ đeo mặt nạ phòng hộ. được sử dụng trong các mỏ than để phát hiện ra sự có mặt của carbon monoxide vì tốc độ hô hấp nhanh của con chim, kích thước nhỏ và sự trao đổi chất cao, so với các thợ mỏ do đó chúng dễ thấy các triệu chứng hơn.